# Vovkivți, Borșciv
Vovkivți (în ucraineană Вовківці) este o comună în raionul Borșciv, regiunea Ternopil, Ucraina, formată numai din satul de reședință.

## Demografie
Componența lingvistică a comunei Vovkivți
     Ucraineană (99,47%)
     Alte limbi (0,53%)
Conform recensământului din 2001, majoritatea populației comunei Vovkivți era vorbitoare de ucraineană (99,47%), existând în minoritate și vorbitori de alte limbi.